# Enicospilus fernaldi
Enicospilus fernaldi är en stekelart som beskrevs av Hooker 1912. Enicospilus fernaldi ingår i släktet Enicospilus och familjen brokparasitsteklar. Inga underarter finns listade i Catalogue of Life.